# Ekaterina Sčastlivaja
Ekaterina Andreevna Sčastlivaja, accreditata come Ekaterina Stchastlivaia dalla FIS (in russo Екатерина Андреевна Счастливая?; 19 maggio 1980), è un'ex fondista russa.

## Biografia
In Coppa del Mondo esordì l'8 gennaio 2000 a Mosca (21ª) e ottenne l'unico podio il 16 dicembre 2001 a Davos (2ª).
In carriera prese parte a un'edizione dei Campionati mondiali, Lahti 2001 (18ª nella sprint).

## Palmarès

### Mondiali juniores
- 3 medaglie:
  - 1 oro (5 km a Štrbské Pleso 2000)
  - 2 argenti (15 km, sprint a Štrbské Pleso 2000)

### Coppa del Mondo
- Miglior piazzamento in classifica generale: 26ª nel 2001
- 1 podio (a squadre[1]):
  - 1 secondo posto